# Marathon van Nagoya 2010
De marathon van Nagoya 2010 werd gelopen op zondag 14 maart 2010. Het was de 31e editie van de marathon van Nagoya. Alleen vrouwelijke elitelopers mochten aan de wedstrijd deelnemen. De Japanse Yuri Kano kwam als eerste over de streep in 2:27.11. Door dat de wedstrijd tevens dienstdeed als Japans kampioenschap op de marathon veroverde zij hiermee de nationale titel.

## Uitslagen
| rang   | naam               | land | tijd    |
| ------ | ------------------ | ---- | ------- |
| Goud   | Yuri Kano          | JPN  | 2:27.11 |
| Zilver | Derartu Tulu       | ETH  | 2:28.13 |
| Brons  | Hiromi Ominami     | JPN  | 2:28.35 |
| 4      | Mai Ito            | JPN  | 2:29.13 |
| 5      | Mayumi Fujita      | JPN  | 2:29.36 |
| 6      | Akane Wakita       | JPN  | 2:29.54 |
| 7      | Mika Okunaga       | JPN  | 2:30.19 |
| 8      | Yuko Machida       | JPN  | 2:31.42 |
| 9      | Aimi Horikoshi     | JPN  | 2:32.44 |
| 10     | Roseline Nyangacha | KEN  | 2:33.16 |
| 11     | Yoko Miyauchi      | JPN  | 2:33.36 |
| 12     | Remi Nakazato      | JPN  | 2:34.29 |
| 13     | Shoko Miyazaki     | JPN  | 2:34.34 |
| 14     | Eri Okubo          | JPN  | 2:35.24 |
| 15     | Yukiko Makihara    | JPN  | 2:36.11 |
| 16     | Nozomi Iijima      | JPN  | 2:38.04 |
| 17     | Tomomi Higuchi     | JPN  | 2:38.25 |
| 18     | Ikuyo Yamashita    | JPN  | 2:39.28 |
| 19     | Tatyana Aryasova   | RUS  | 2:41.03 |
| 20     | Jia-Li Wang        | CHN  | 2:41.27 |
| 21     | Saori Kawai        | JPN  | 2:43.43 |
| 22     | Kaori Akagawa      | JPN  | 2:44.03 |
| 23     | Kayo Asaba         | JPN  | 2:44.10 |
| 24     | Ikumi Wakamatsu    | JPN  | 2:44.28 |
| 25     | Yukiko Matsubara   | JPN  | 2:45.33 |

1984 ·
1985 ·
1986 ·
1987 ·
1988 ·
1989 ·
1990 ·
1991 ·
1992 ·
1993 ·
1994 ·
1995 ·
1996 ·
1997 ·
1998 ·
1999 ·
2000 ·
2001 ·
2002 ·
2003 ·
2004 ·
2005 ·
2006 ·
2007 ·
2008 ·
2009 ·
2010 ·
2011 ·
2012 ·
2013 ·
2014 ·
2015 ·
2016 ·
2017